# Zvoriștea, Suceava
Zvoriștea este satul de reședință al comunei cu același nume din județul Suceava, Moldova, România.

## Denumire
Denumirea provine de la zvoríște, (voriște), care are sensul de 1. Piață publică. 2. Loc de casă.
În perioada austriacă, apărea pe hărțile vremii sub denumirea germanizată de Sworistiein.